# 4e armée (Empire ottoman)
Pour les articles homonymes, voir 4e armée.
La 4e armée ottomane (turc : 4. Ordu) est une unité militaire de l'armée ottomane créée au XIXe siècle, recréée en 1908 puis en 1914, ayant combattu durant la Première Guerre mondiale sur le front du Moyen-Orient. Elle est dissoute à l'automne 1918.

## Origines

### Ordre de bataille en 1877
La 4e Armée est établie en Anatolie. Elle comprend les unités suivantes :
- 5 régiments d'infanterie de ligne
- 6 bataillons de tirailleurs
- 3 régiments de cavalerie
- Un régiment d’artillerie (12 batteries)
- Une compagnie de sapeurs[1]

### Ordre de bataille en 1908
Après la révolution des Jeunes-Turcs en juillet 1908, l'armée ottomane est réorganisée. La 4e armée est établie à la frontière du Caucase russe. Elle comprend les unités suivantes :
- 7e division d'infanterie
- 8e division d'infanterie
- 19e division d'infanterie
- 4e division d'artillerie
- Régiment d'artillerie de forteresse d'Erzurum[2]

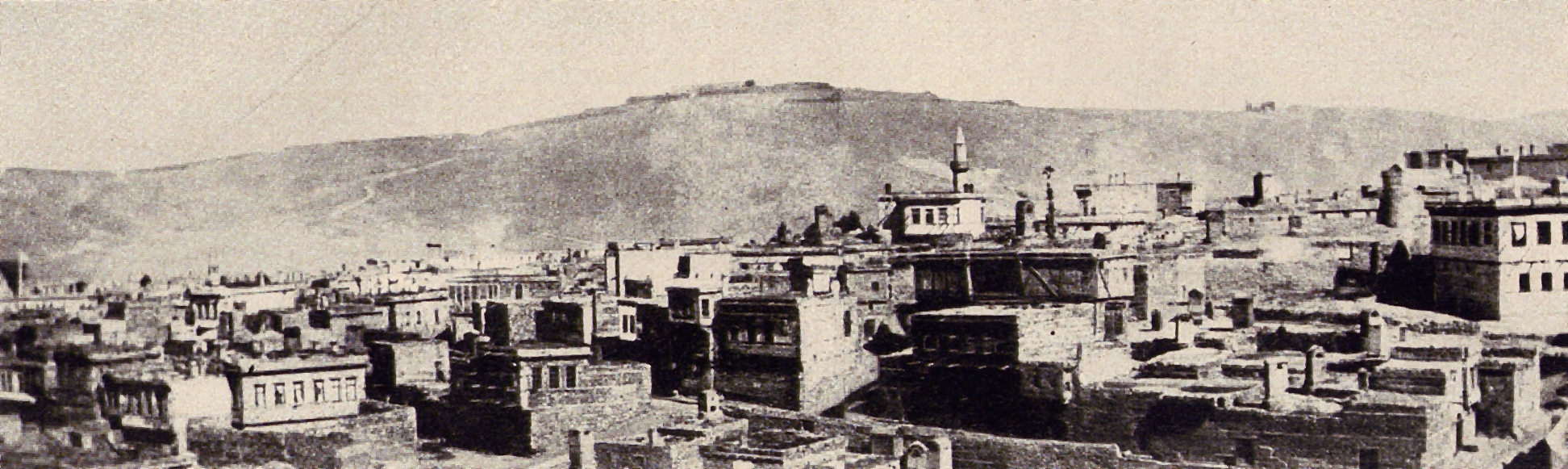
La forteresse d'Erzurum vers 1910

En outre, la 4e armée sert d'inspection générale de 4 divisions de réserve (redif) :
- 13e division d'infanterie de réserve à Erzincan
- 14e division d'infanterie de réserve à Trabzon
- 15e division d'infanterie de réserve à Diyarbakır
- 16e division d'infanterie de réserve à Sivas[3]

### Ordre de bataille en 1911
En 1911, la 4e armée est transférée en Mésopotamie, dans les vilayets de Bagdad et de Bassora, et remplacée à la frontière du Caucase par la 3e armée. Elle a son quartier général à Bagdad.
- XIIe corps (Mossoul)
  - 35e division d'infanterie (Mossoul)
  - 36e division d'infanterie (Kirkouk)
- XIIIe corps (Bagdad)
  - 37e division d'infanterie (Bagdad)
  - 38e division d'infanterie (Bassorah)[4]

## Première Guerre mondiale
Les divisions de la 4e armée sont recrutés essentiellement dans la population arabe locale. Leur niveau d'encadrement est faible (il n'y a pas d'école militaire dans les provinces arabes) de même que leur équipement : chaque division dispose, en moyenne, de deux fois moins de colonnes de transport, de munitions et d'hôpitaux de campagne que celles de Turquie d'Europe et du Caucase et moitié moins que celles d'Anatolie. Pendant la phase de mobilisation qui prélude à l'entrée de l'Empire ottoman dans la Première Guerre mondiale, la 4e armée est reconstituée au Levant à partir du 7 septembre 1914 sous le commandement de Zeki Pacha (en), qui est remplacé le 18 novembre 1914 par Djemal Pacha, ministre de la Marine, un des membres du triumvirat des Trois Pachas. Celui-ci flatte la population arabe et s'efforce d'obtenir son concours pour le djihad contre les Britanniques : il réunit 60 000 hommes pour une offensive contre le canal de Suez. Ses moyens de transport sont insuffisants car le chemin de fer ne va pas plus loin que Gaza et la tentative de franchissement du canal de Suez est un échec complet (2-3 février 1915),.

### Ordre de bataille en novembre 1914
À la fin de 1914, la zone d'opérations de la 4e armée est divisé en 4 secteurs :
- Secteur I, autour d'Adana : 16e division d'infanterie
- Secteur II, d'Alexandrette à Tripoli : VIe corps
- Secteur III, autour d'Alep et Hama : XIIe corps (Fahreddin Pacha)
- Secteur IV, de Jaffa à Gaza : 27e division d'infanterie

Le XIIIe corps, qui se trouvait en Mésopotamie, est détaché à la 3e armée pour les futures offensives de la campagne du Caucase. Le VIIIe corps (Mehmed Djemal Pacha surnommé Küçük Djemal, « Djemal le petit », pour le distinguer du triumvir) est gardé en réserve en Syrie centrale pour de futures opérations offensives. Les Ottomans évitent de mettre des garnisons importantes dans les villes côtières qui sont bombardées à plusieurs reprises par la Royal Navy. Le Hedjaz est tenu par la 22e division d'infanterie (Vehip Bey) qui, en décembre, doit faire face à un bref débarquement britannique à Aqaba.

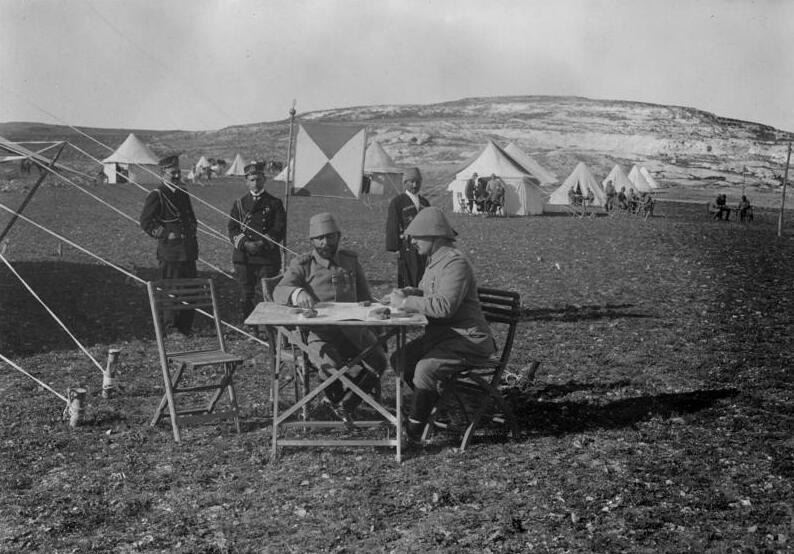
Djemal Pacha (assis, à g.) et son chef d'état-major Fouad Bey dans le sud de la Palestine, avril 1917

- VIIIe corps
  - 23e division d'infanterie
  - 25e division d'infanterie
  - 27e division d'infanterie
- XIIe corps
  - 35e division d'infanterie
  - 36e division d'infanterie[9]

### Ordre de bataille en avril 1915
- VIIIe corps
  - 8e division d'infanterie
  - 10e division d'infanterie
  - 23e division d'infanterie
  - 25e division d'infanterie
  - 27e division d'infanterie
- XIIe corps
  - 35e division d'infanterie
  - 36e division d'infanterie[10]

### Ordre de bataille entre septembre 1915 et janvier 1916
En août 1915, la répression menée par Djemal Pacha contre les nationalistes arabes s'accompagne d'une purge des officiers arabes de la 4e armée dont plusieurs sont mutés sur d'autres fronts.
L'ordre de bataille de l'armée s'établit comme suit :
- VIIIe corps
  - 23e division d'infanterie
  - 24e division d'infanterie
  - 27e division d'infanterie
- XIIe corps
  - 41e division d'infanterie
  - 42e division d'infanterie
  - 46e division d'infanterie[12]

### Ordre de bataille entre août et décembre 1916

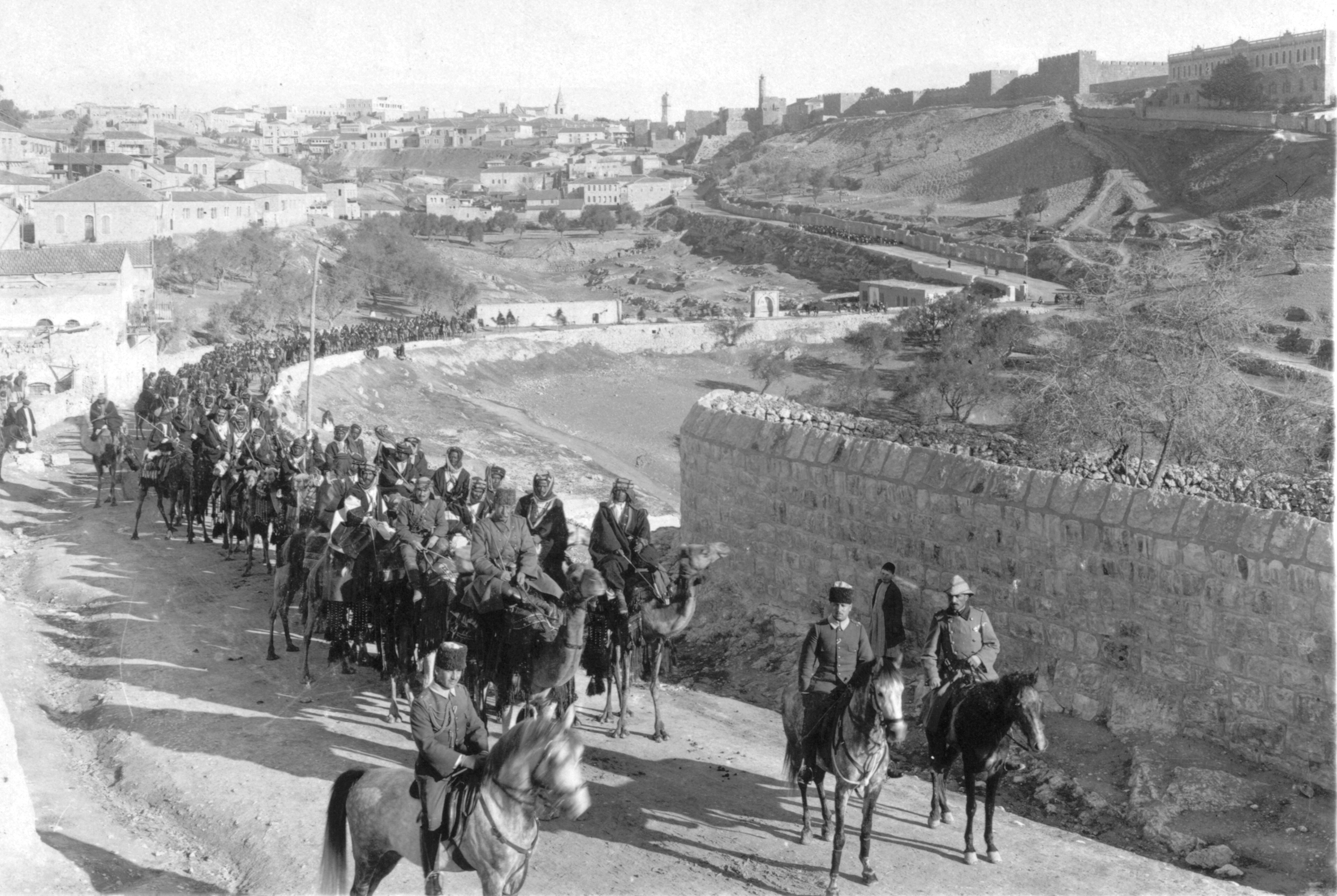
Corps chamelier arabe sous commandement ottoman, 1916

Une seconde tentative pour marcher sur le canal de Suez aboutit à une défaite à la bataille de Romani (3-5 août 1916). En même temps, à partir de l'été 1916, les Ottomans sont confrontés à la révolte arabe du Hedjaz qui immobilise une partie de leurs forces le long du chemin de fer de Médine.
- VIIIe corps
  - 3e division d'infanterie
  - 23e division d'infanterie
  - 24e division d'infanterie
  - 27e division d'infanterie
- XIIe corps
  - 41e division d'infanterie
  - 42e division d'infanterie
  - 42e division d'infanterie
  - 46e division d'infanterie[13]

Après la prise de Bagdad par les Britanniques, en mars 1917, le commandement germano-ottoman met sur pied une nouvelle grande unité, le groupe d'armées Yildirim (en) (7e et 8e armées ottomanes, commandé par le maréchal allemand Erich von Falkenhayn, pour reconquérir l'Irak. Cependant, la menace britannique sur le Levant se précise avec la construction d'un chemin de fer traversant le Sinaï qui atteint Rafah en mars 1917, ce qui amène les Germano-Ottomans à décider le renforcement de la 4e armée avec des unités ramenées des fronts européens.

### Ordre de bataille en août 1917

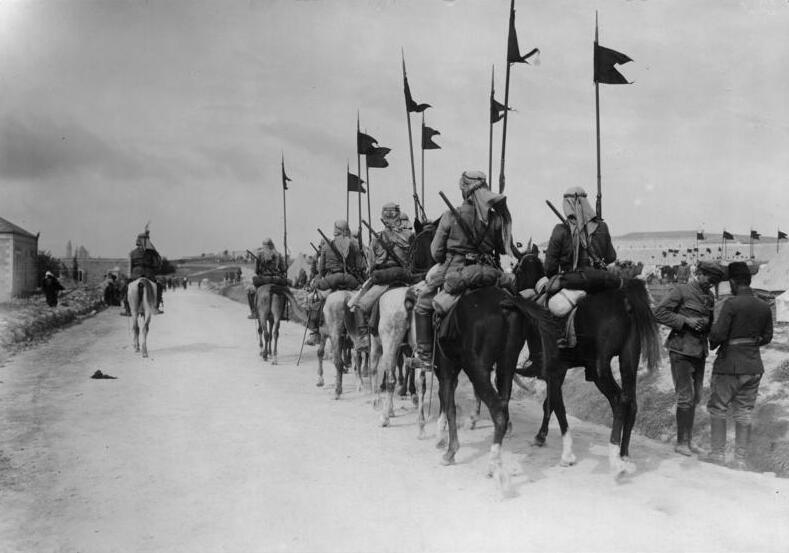
Cavaliers ottomans au sud de Jérusalem, avril 1917

- 4e division de cavalerie
- VIIIe corps
  - 48e division d'infanterie
- XIIe corps
  - 23e division d'infanterie
  - 44e division d'infanterie
  - 27e division d'infanterie
- XVe corps
  - 43e division d'infanterie
- XXe corps
  - 16e division d'infanterie
  - 54e division d'infanterie
- XXIIe corps
  - 3e division d'infanterie
  - 7e division d'infanterie
  - 53e division d'infanterie[15]

Au milieu de septembre 1917, Enver Pacha, se ralliant à l'avis de Falkenhayn, renonce à engager le groupe d'armées Yildirim en Irak et l'envoie sur le front de Palestine, devenu prioritaire. Pour éviter de renforcer le pouvoir personnel de son rival Djemal Pacha, le 26 septembre, il lui retire le commandement du front principal et divise son secteur : la 4e armée, avec son quartier général à Damas, conserve la Syrie du nord et du centre ainsi que l'ouest de l'Arabie tandis que le groupe Yildirim, commandé par Falkenhayn, s'établit en Palestine.
La 4e armée est relativement épargnée pendant la bataille de Jérusalem (novembre-décembre 1917) où, au contraire, les 7e et 8e armées sont lourdement éprouvées. En février 1918, les notables arabes obtiennent le rappel de Djemal Pacha, rendu impopulaire par sa brutalité, et son remplacement par Mehmed Djemal, « Djemal le petit ». Celui-ci passe pour « bien disposé envers les Arabes » et bénéficie du regain de loyauté pro-ottomane causé dans l'opinion arabe par la publication des accords Sykes-Picot qui prévoyaient un partage du Proche-Orient entre Français et Britanniques. Il combat les rebelles arabes, avec un certain succès, dans les régions de la mer Morte, du Jourdain et du nord de la Palestine.

### Ordre de bataille entre janvier et juin 1918

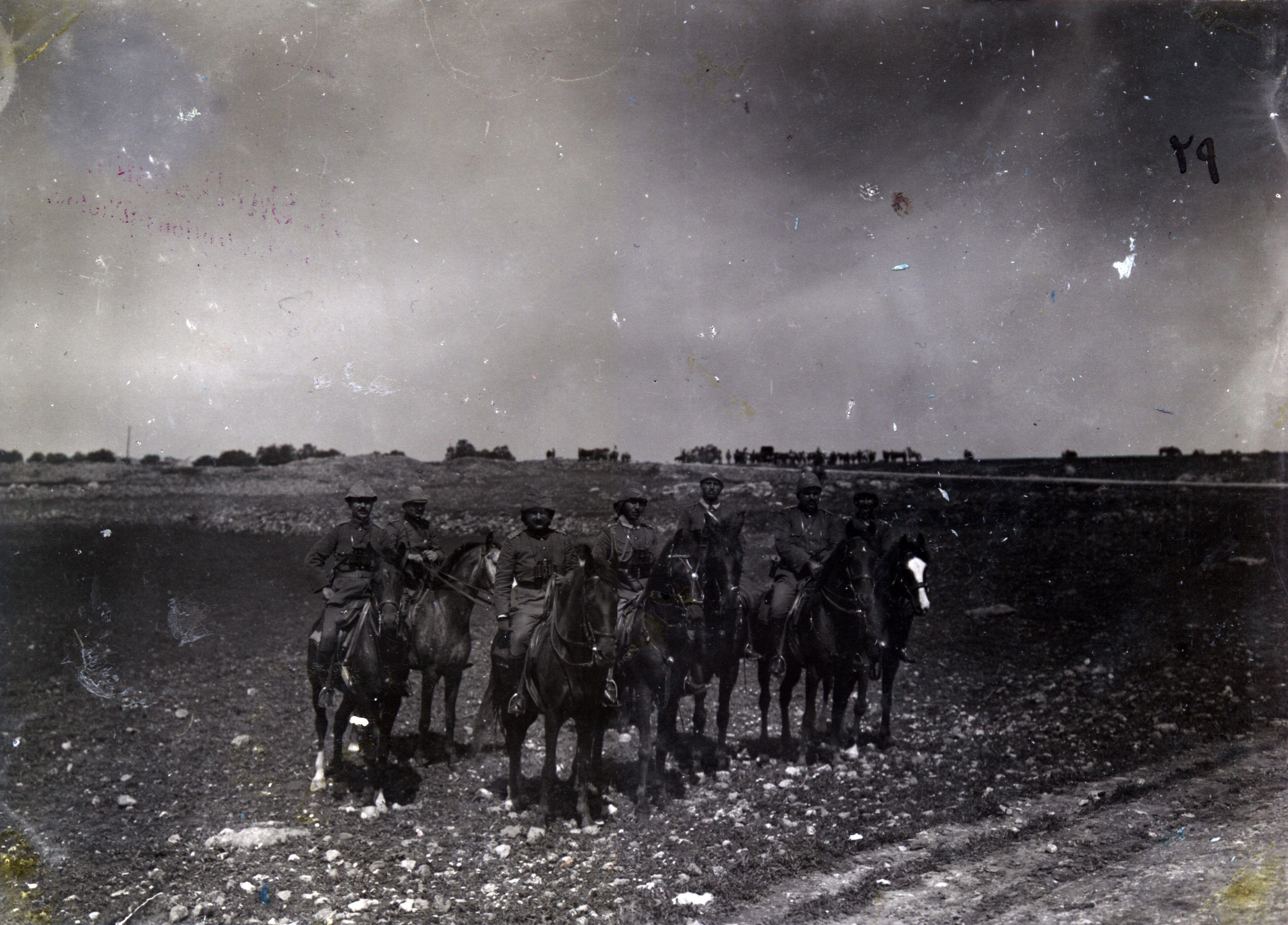
Mehmed Djemal Pacha et son état-major à cheval, n.d.

- VIIIe corps (Ali Fouad Bey)
  - 43e division d'infanterie
  - 43e division d'infanterie
- XIIe corps (Fahreddin Pacha (en) à partir du 7 mai)
  - 23e division d'infanterie
  - 41e division d'infanterie
  - 44e division d'infanterie
- Corps du Hedjaz (en) (Muhiddin Pacha (en))
  - 58e division d'infanterie
  - 3 divisions d'infanterie provisoires[18]

### Ordre de bataille en septembre 1918
- IIe corps (Galatali Chevket Bey (tr))
  - 62e division d'infanterie
  - 3 divisions d'infanterie provisoires
  - Groupe du Jourdain
- VIIe corps (Yassin al-Hachimi)
  - 48e division d'infanterie
  - Division provisoire d'Amman[4]

Après la défaite de Megiddo, durant le mois de septembre 1918, le groupe Yildirim, disloqué, se replie vers le nord lors de la retraite de Syrie (en). La 4e armée est elle aussi défaite lors de la bataille d'Amman (25 septembre) : elle est alors dissoute le 26 septembre : ses unités fusionnent avec les restes du Groupe Yildirim. Lors de la bataille de Damas, elles évacuent sans combat la capitale syrienne le 30 septembre. Elles sont de nouveau battues à la bataille d'Alep à la fin du mois d'octobre 1918) et doivent évacuer le Proche-Orient en application de l'armistice de Moudros.